# 傑森·赫威
傑森·赫威（英語：Jason Robert Hervey，1972年4月6日—）是美國的一位演員、電視節目製作人。他最著名的作品是兩小無猜中的Wayne Arnold角色。赫威出生在洛杉磯。